# شهرستان اولگینسکی
شهرستان اولگینسکی (به لاتین: Olginsky District) یک شهرستان در روسیه است که در سرزمین پریمورسکی واقع شده‌است.